# 綠柱石
绿柱石（Beryl），一种铍铝硅酸盐矿物，基本化学式为Be3Al2(SiO3)6，其中含有氧化铍（BeO）14.1%，氧化铝（Al2O3）19%，氧化硅（SiO2）66.9%。六方晶系，晶体呈六方柱形，柱面有纵纹，晶体可能非常小，但也可能长达几米。硬度为7.5-8，比重为2.67~2.90。纯净的绿柱石是无色的，甚至可以是透明的。但大部分为绿色，也有浅蓝色、黄色、白色和玫瑰红色的，具玻璃光泽。英语绿柱石（Beryl）一词来源于希腊语“海水般的蓝绿色”（beryllos）。绿柱石可具有猫眼效应和星光效应。

## 种类
绿柱石类宝石是指以矿物绿柱石为原料的一类宝石的总称，由于绿柱石的形成条件不同，其中所含的致色离子也不同，因而呈现不同的颜色。纯绿色的被称为祖母绿（Emerald）。蓝色的叫海藍寶石（Aquamarine）。紅色的叫紅綠柱石（Red beryl / Bixbite）。粉色的为摩根石（Morganite），為了紀念美國銀行家約翰·皮爾龐特·摩根（John Pierpont Morgan）而被命名。透明無色的為透綠柱石（Goshenite），名字源於首次發現它的產地歌珊（Goshen）。亮黄色和黄绿色为金绿柱石（Heliodor），名字來自希臘文「太陽」（hēlios）與「禮物」（dōron），蜜黄色的比较常见。
綠柱石在古代虽然被稱作「綠玉」，但「金綠玉」不是黄色绿柱石，而是金綠寶石，「變色綠玉」才是黄色绿柱石。由於銫綠柱石特性和綠柱石有一些不同，故在2003年被國際礦物學協會（IMA）認定為另一種礦物。

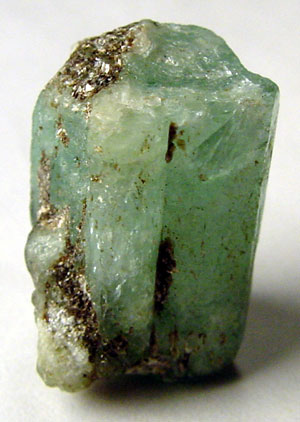
祖母绿
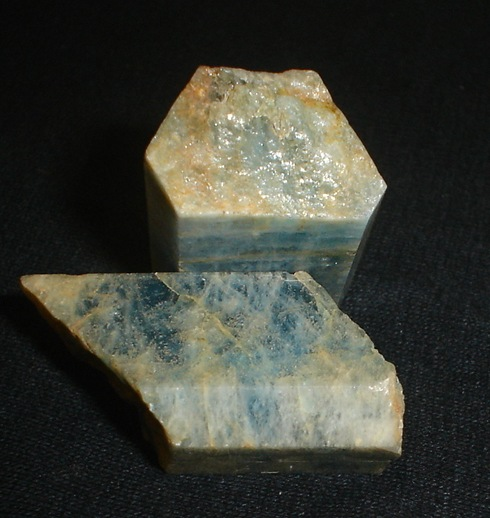
绿玉
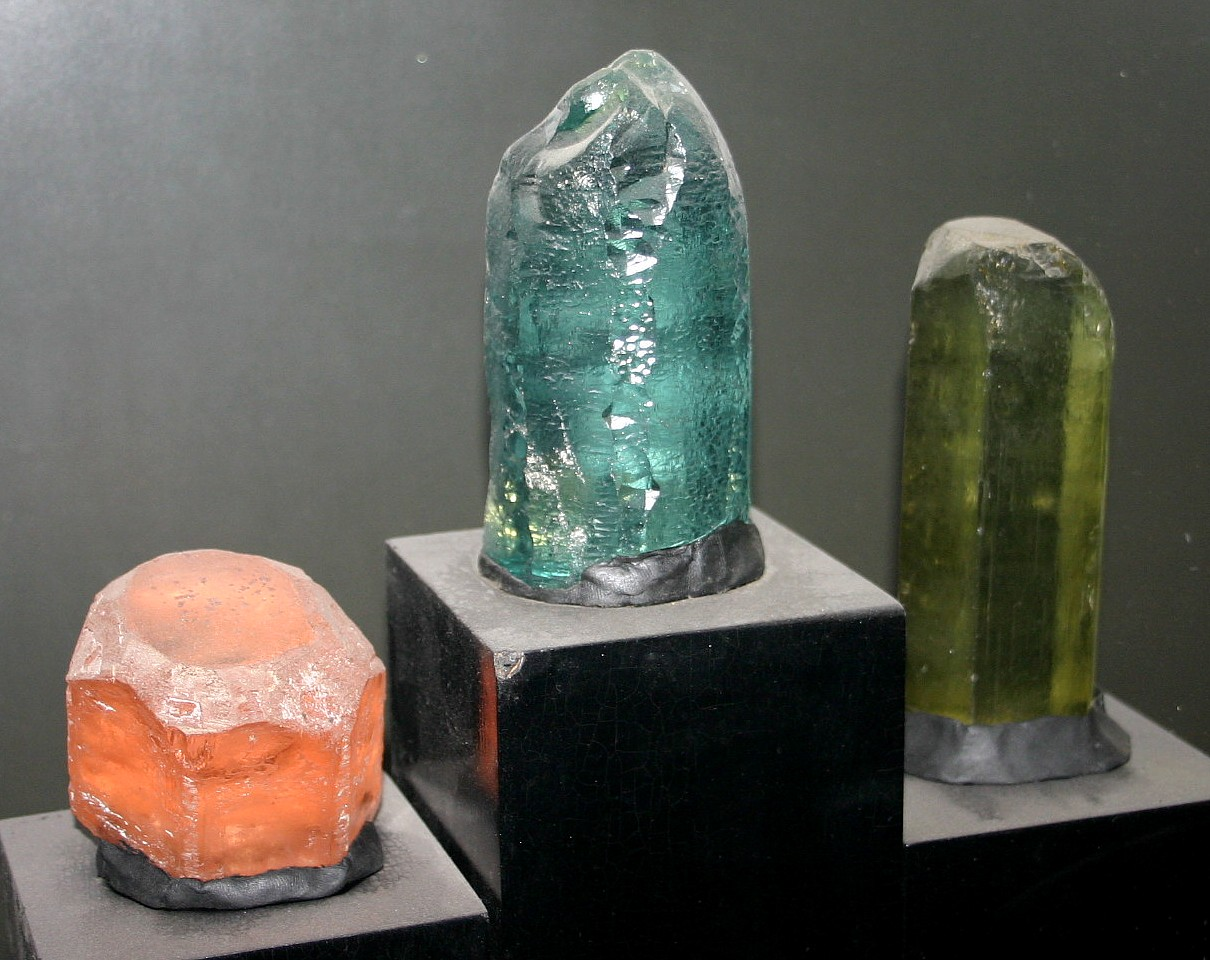
不同品種的綠柱石：摩根石、海藍寶石及金色綠柱石

## 矿床
绿柱石主要产于花岗岩伟晶岩中，但是也见于砂岩、云母片岩中，经常和锡、钨共生，主要矿产在欧洲的奥地利、德国、爱尔兰；非洲的马达加斯加，亚洲的乌拉尔山和中国的西北。
最著名的祖母绿产地为南美洲的哥伦比亚，是存在于石灰岩基中。此外巴西，南非，乌拉尔山，美国也出产。在美国的新英格兰曾发现一个5.5米×1.2米，将近18吨重的巨大绿柱石晶体。

## 应用
绿柱石作为矿物主要应用于提取金属铍，在欧洲古代用透明的绿柱石作成球来占卜，后来才改成水晶做的球。品相好的绿柱石是珍贵的宝石，用做饰物。
據說最早的眼鏡鏡框是由綠柱石做成，所以部分語言中「眼鏡」一詞由此（Beryl）而來，比如德語的Brille和荷蘭語的Bril。